# Thure Wallner

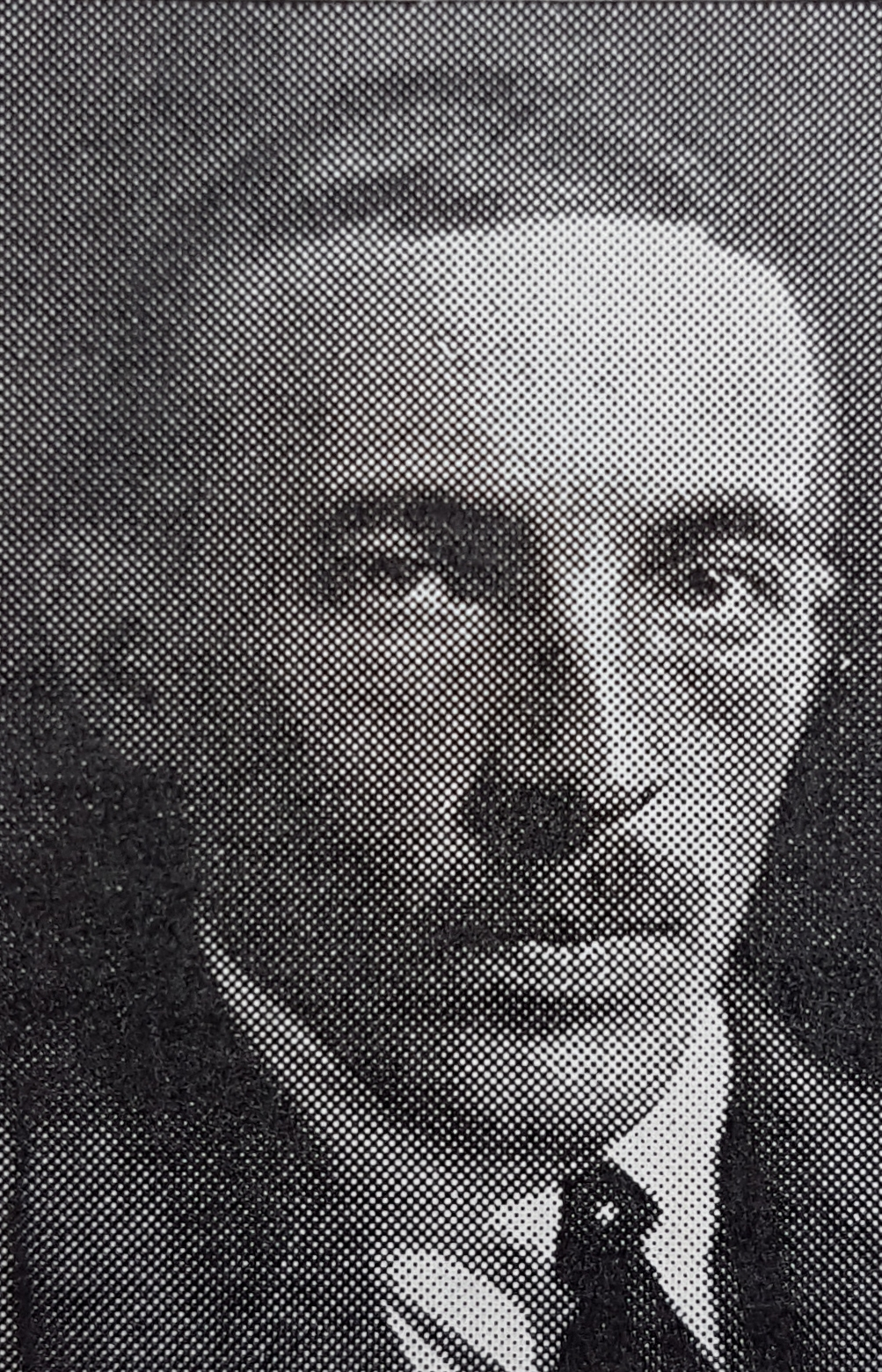
Thure Wallner

Thure Vilhelm Wallner, född 15 augusti 1888 i Salems socken, död 15 mars 1965 i Södertälje, var en svensk målare och tecknare.
Wallner var son till trädgårdsmästaren Karl Wallner och hans hustru Emma. Han gifte sig första gången 1925 med Edit Westerberg och andra gången 1952 med Thyra Engström.
Wallner fick i tidig ålder privatundervisning i teckning och målning av Artur Bianchini. Omkring 1910 fortsatte han sina studier vid Althins målarskola i Stockholm. Wallner led av dålig hälsa under sitt liv och blev därmed isolerad från umgänge med jämnåriga barn. För att sysselsätta sig kopierade han natur- och djurstudier som han hittade i olika tidskrifter. När hans konstnärsdrömmar sedan växte fram var motivvalet redan givet. Hans första kända verk skapades 1903 och är en stillebenmålning. Han har skildrat svenskt djurliv och naturen från Sörmland och den svenska fjällvärlden men även utländska motiv han tagit med sig från resor till bland annat Amerika 1927, Schweiz 1950, Kanarieöarna 1958 och Italien 1961.
I yngre år tog han kontakt med Bruno Liljefors för att få råd och anvisningar och han försökte till en början efterlikna Liljefors djurframställningar. Hans stil kom med tiden att bli mycket detaljerad och noggrann för att skildra motiven så naturtroget som möjligt. Hans minutiösa återgivande av djuren och deras liv i naturen uppmärksammades av tidskrifterna Svensk Jakt och Gyttorps jakttabell och resulterade i en anställning som illustratör. Han formgav titelbladen till Outdoor America 1928 och 1929 samt illustrationer till Nils-Magnus Nilssons Mälarmark. För Svenska skolmaterialförlaget utförde han djurmålningar avsedda att reproduceras och användas i undervisningsbruk. Han utförde sina målningar i olja, pastell, akvarell eller laveringar samt illustrationer i tusch.
Separat ställde han ut på Hultbergs konsthandel i Stockholm 1938 och 1943 samt i Södertälje 1959. Tillsammans med Torgny Dufwa ställde Wallner i Södertälje ut 1947, 1952 och 1945, i det sistnämnda även i tillsammans med Si Grönberger och Gunnar Notini. Han medverkade i ett flertal samlingsutställningar, bland annat med Föreningen Smålandskonstnärer i Borås, Alingsås, Ulricehamn, Mjölby och Värnamo. Tillsammans med Gunnar Notini, Si Grönberger och Torgny Dufwa var han initiativtagare till bildandet av Södertälje konstförening. Wallner är representerad vid bland annat Södertälje nya rådhus och Enschede museum i Nederländerna och med skolplanscher vid Länsmuseet Västernorrland, Malmö museum och Vänersborgs museum.